# Plaza de toros de La Merced
La plaza de toros de La Merced es un coso taurino de la ciudad andaluza de Huelva, España. El actual edificio, inaugurado en 1984 -obra del arquitecto Luis Marquínez-, está erigido sobre el construido entre 1899 y 1902 del arquitecto Trinidad Gallego Díaz y conocido como la Plaza de Toros de La Merced. En sus más de cien años de existencia, la plaza de toros de la Merced ha sido testigo de una auténtica gloria en la Fiesta de los toros, y por la que han desfilado las figuras del toreo de todas las épocas. 

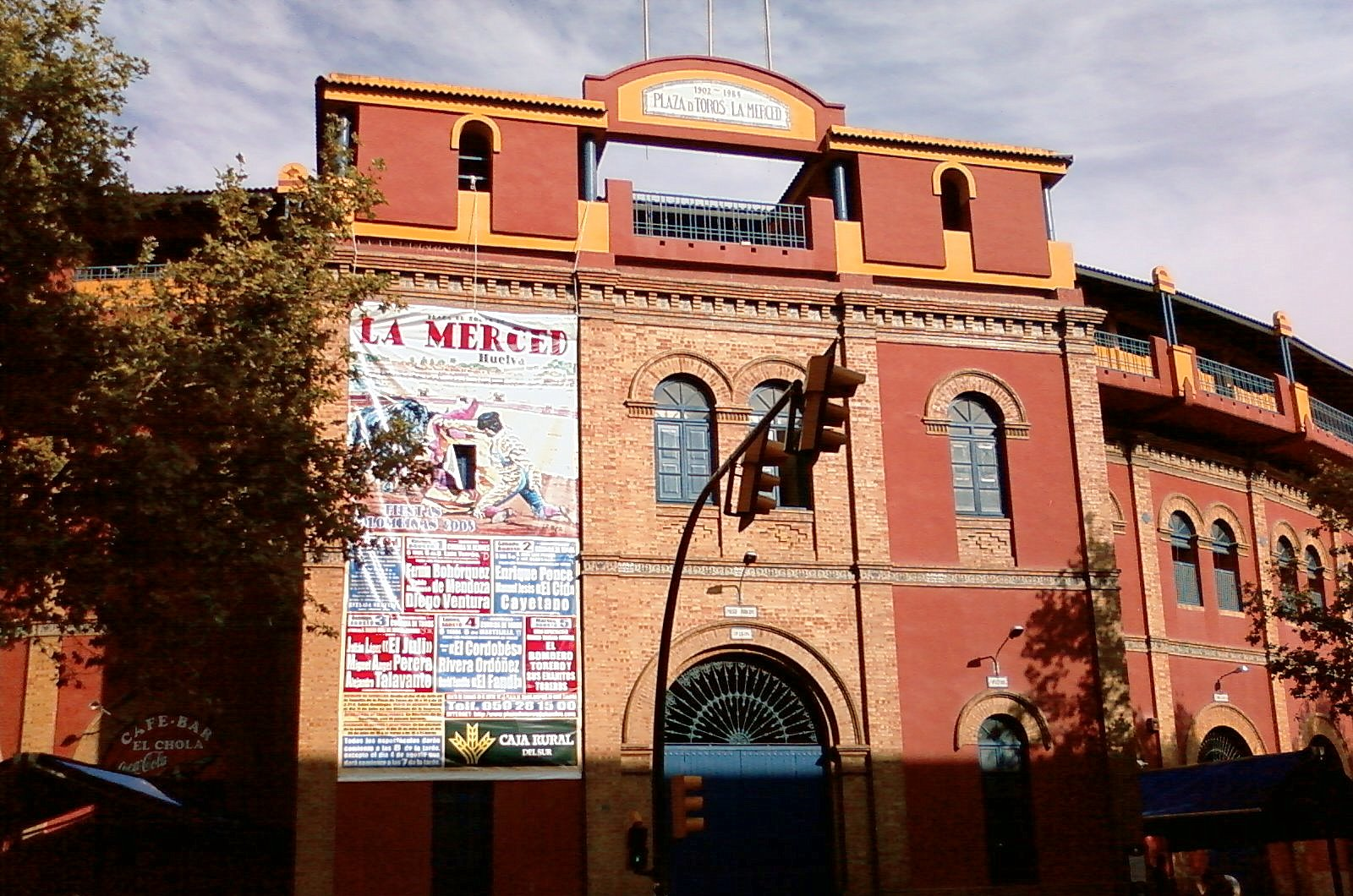
Fachada principal actual.

## Características originales de 1902
Desarróllase el conjunto sobre una superficie de doce mil metros cuadrados, formando la parte combinada un polígono regular de cuarenta y ocho lados, siendo su construcción de fábrica de ladrillos ordinarios y cornisa de ladrillo en limpio. La cimentación es sólida por demás, siendo toda ella de hormigón hidráulico.
El arquitecto ha sabido sacar gran partido de dicho material, ya para la decoración, ya para el hermoso aspecto del edificio. El aspecto total y exterior del circo resulta airosísimo y por todo extremo movido y agradable, así como el ruedo en sus proporciones; ni tan pequeño que se achiquen las suertes, ni tan grande que se pierdan, midiendo su diámetro cincuenta metros y 1,80 el callejón.
Viene luego una fila de barrera, con un pasillo de setenta centímetros de latitud, y enseguida el tendido, compuesto de catorce filas y nueve anchas entradas en los centros, repartidas con suma proporción. Por amplia y hermosa escalera se da acceso a los palcos, en número de treinta y seis, yendo estos resguardados por elegante balconcillo, admirablemente ideado para la comodidad, y en el centro el gran palco presidencial, volado y con capacidad triple.
La puerta principal mira a poniente, con lo que, y yendo sobre ella el palco presidencial, queda la plaza dividida, con arreglo al plano general, en dos mitades, sol y sombra. Enfrente de dicha entrada van los ocho chiqueros, y a la derecha e izquierda de estos las puertas de salida de los diestros y arrastre de toros, y salida de picadores y arrastre de caballos, respectivamente.
En amplísimo espacio se extienden los corrales para el ganado, apartado, cabestraje, desolladero y caballos, y todas aquellas dependencias necesarias al mejor servicio de la fiesta, tales como capilla, enfermería, botiquín, sala de diestros, guadarnés, mozos de plaza, veterinarios, conserjería, etc.
La plaza es capaz para seis mil a seis mil quinientos espectadores, los cuales podrán penetrar por ocho grandes puertas, contando con la principal. Los tendidos están divididos por dos clases de bóvedas, unas de forma angular, con contrafuertes, y las otras cónicas, no habiéndose empleado otro material que fábrica de hormigón hidráulico para la cimentación, y piedra, ladrillo y hierro. Es un bello artificio y adorno a la vez, que honra la inventiva del provincial arquitecto Sr. Gallego, cuyo proyecto, por su estudio y condiciones de economía, enaltecen su carrera técnica y artística.

## Historia
Situada junto a una de las laderas del Cabezo del Conquero, la construcción de la Plaza de Toros de Huelva fue un gran proyecto empresarial, en el que participaron numerosos onubenses, así pues el 20 de noviembre de 1886, se crea la sociedad anónima Plaza de Toros de Huelva. Constituida por escritura de la misma fecha ante el notario Emilio Cano y Cáceres, siendo sus socios fundadores los industriales de Huelva: Francisco Jiménez y Jiménez, Lorenzo Navarro Lairado, Antonio Martínez Victoria, Fernando José Pérez Machado, Manuel Pérez Barroso, Manuel Vélez Díaz, Eduardo Figueroa y Alarcón, Manuel Carbonel Díaz, Julio Ricca Manini, Ruperto Sánchez Campos, José Bustamante y peña, Daniel Mey Fanpil, Juan Bautista de Gregorio y de la Riva, y Miguel Blázquez y Jiménez.
Tan pronto se efectúa la creación de la sociedad se encarga un proyecto del coso al arquitecto Trinidad Gallego, calculando un presupuesto de dos millones de reales.
No es hasta 1902 cuando se construye el edificio inspirado en el modelo de plaza de toros que Emilio Rodríguez Ayuso utilizó para la Plaza de Toros de Goya en Madrid y en el que sobresalían los elementos neomudéjares. Se inauguró con motivo de la Feria de Huelva, (Festividad de la Virgen de la Cinta) el 5 de septiembre de 1902 con una corrida de toros que estoquearon Miguel Báez Quintero Litri y Rafael González Madrid Machaquito ante reses del Marqués de Saltillo.
La inauguración del coso mercedario generó el interés de los aficionados en Huelva y las poblaciones limítrofes, así como de la prensa del mundo taurino. Para la ocasión la revista ilustrada Sol y Sombra dedica varias páginas a la Feria de Huelva y al magno acontecimiento:

La afluencia de forasteros con tal motivo ha sido enormísima, no habiéndose conocido otra igual desde la época del centenario. Los trenes llegan atestados de viajeros, siéndoles difícil a los dueños de hoteles, fondas, casas de comida, etc., dar albergue a todos los que deseosos de presenciar la más popular -de nuestras fiestas abandonan su morada. El aspecto que presenta Huelva en los días de corrida es pintoresco y animado. El paseo de la Vega-Larga, donde se celebra la velada de la La Cinta, ofrece una vista sorprendente. Las bellísimas onubenses, las forasteras que de Sevilla, Córdoba, Málaga y pueblos limítrofes acuden a presenciar las fiestas, ostentando sus hechizos por calles y plazas; los puestos de turrones y bebidas, rodeados de alegre concurrencia; las músicas lanzando al aire sus sonidos; un pueblo lleno de júbilo, esperando con afán la hora marcada para asistir a la corrida. Aún no son las dos y ya el movimiento se acentúa. Coches, ómnibus, jinetes sobre hermosos caballos enjaezados a la andaluza y gran golpe de gente a pie caminan hacia nuestro hermoso circo. Llénanse tendidos y gradas; en los palcos, la flor y nata de Andalucía. Los concurrentes, ébrios de gozo, y esperando el deseado momento bullen y se agitan como impulsados por eléctrica corriente. Las cuatro y media es la hora fijada, los clarines anuncian la llegada del presidente D. José Coto, alcalde de la capital, y el principio de la fiesta. (Sol y Sombra 25 de septiembre de 1902)

Desde su construcción, el albero de la Merced, ha sido testigo de innumerables e importantes acontecimientos taurinos y festivales benéficos, y en el que han intervenido las más importantes figuras de la tierra, tales como Manuel Roig El Niño de la Isla, Diego Ortiz Niño del Tercio, Pablo Gómez Terrón, Joselito Romero, Juan Pérez Recio, Antonio Periáñez, Pedro Carreño, Antonio Borrero Chamaco, Diego Gómez León Laine, entre otros.  
En junio de 1904 y con motivo de la visita a la ciudad de S.M. Alfonso XIII, el coso contó con su presencia en el palco de autoridades, presenciando unos festejos organizados en su honor.  
El 17 de junio de 1954 resultó cogido de gravedad en este recinto el novillero onubense Rafael Carbonell Ramos, falleciendo poco después en la misma enfermería de la plaza.
Con el paso de los años, y la pérdida de afición en la ciudad, este quedó en estado de semirruína. Por ello se planteó la construcción de un nuevo edificio y así, el 2 de agosto del 1968, se inauguró la plaza de toros Monumental de Huelva en los terrenos del recinto ferial de la ciudad. Compusieron el cartel Miguel Báez y Espuny El Litri, Ángel Teruel y Manuel Benítez El Cordobés, con toros de la ganadería de Celestino Cuadri. La cercanía a la ría de Huelva de esta enorme construcción y problemas en su diseño llevó inevitablemente al cierre de esta instalación en 1982 por lo que la ciudad se quedó momentáneamente sin lugar para la celebración de espectáculos taurinos, siendo la misma derribada en 1997.
Los empresarios volvieron sus ojos hacia la antigua plaza de toros por lo que a partir de su deteriorada estructura esta se restauró en 1984, según proyecto del arquitecto Luis Marquínez, reinaugurándose el 29 de julio de 1984 con un cartel formado por los espadas Miguel Báez y Espuny «El Litri» -que reaparecía esporádicamente para la ocasión- Curro Romero y Pepe Luis Vázquez, con toros de Jandilla.

## Feria Taurina
La Feria Taurina de Huelva desde tiempo inmemorial daba comienzo en el mes de mayo-junio con motivo de la festividad del Corpus, hasta la celebración de la Feria de Huelva (Festividad de la Virgen de la Cinta), en el mes de septiembre. Durante estos meses se daban cita los eventos taurinos más importantes de la ciudad.  
La primera corrida en las Fiestas Colombinas que se tengan noticias, es la celebrada el 2 de agosto de 1891, dada la proximidad de la conmemoración de IV Centenario del Descubrimiento de América. Los festejos fueron organizados por el Ayuntamiento de la ciudad y la Real Sociedad Colombina Onubense, actuando los matadores Antonio Arana y Carmona "Jarana"  y "Litri" con toros de Ibarra.
En 1892 y dentro del programa del IV Centenario se celebró una corrida en la que se lidiaron cuatro toros de "Clemente" a cargo del torero sevillano Manuel García Cuesta El Espartero o Maolillo y su sobresaliente Valencia. 
Hay después de esta fecha un largo paréntesis de casi treinta años sin toros en Colombinas, no celebrándose con cierta regularidad hasta después de 1920. Entre las corridas más importantes, la celebrada el 2 de agosto de 1924, en la que se lidiaron seis toros de "Conradi" para Juan Belmonte, su hermano Manuel Belmonte y Manuel del Pozo "Rayito".  Al año siguiente en 1925, se organizó un festejo el 3 de agosto en el que se hizo entrega a Manuel Báez Gómez Litri de la Oreja de Oro que había conquistado el 16 del mes anterior en la corrida de la Asociación de la Prensa madrileña. Alternaron con Manuel Báez, Manuel Jiménez Chicuelo y Antonio de la Haba Zurito. 
Posteriormente, los festejos taurinos en las Colombinas y durante algunos años, fueron organizados por los comerciantes de la ciudad. Memorable quedó en los anales de la plaza, la celebrada en 1932 con toros de "Arias de Reina" para los diestros Domingo Ortega, Manuel Bienvenida y su hermano José Bienvenida, el mejor cartel de aquella época. De esta corrida destaca el recuerdo del cuarto toro de la tarde, con el que Ortega realizó una de las mejores faenas de su vida torera.